# Rubus angustipaniculatus
Rubus angustipaniculatus är en rosväxtart som beskrevs av J. Holub. Rubus angustipaniculatus ingår i släktet rubusar, och familjen rosväxter. Inga underarter finns listade i Catalogue of Life.